# B-239 Carpa
El B-239 Carpa (en ruso: Карп) es un submarino nuclear ruso de la clase Sierra operado por la Armada rusa. Se conocía como K-239 antes de cambiarle el nombre en 1992. Fue botado en 1983 y puesto en servicio en 1997. Fue retirado de la flota el 30/05/1998.
En 2013, se planeó la reparación en Zviózdochka CS. Según el astillero Zvezdochka, el casco de titanio del submarino estaba en buenas condiciones. A partir del 16 de mayo de 2014, ya se ha comenzado a descargar combustible del reactor. Según un informe de fecha 7/7/2014, comenzaron los preparativos para la descarga de combustible nuclear gastado.
En marzo de 2015 se supo que se había suspendido la reparación del submarino.
A partir de 2020, la reparación se detuvo, está en reserva en Severodvinsk.